# 仲田龍
仲田 龍（なかた りゅう、1962年3月14日 - 2014年2月15日）は、日本のプロレスリングアナウンサー。東京都板橋区出身。愛称は「龍さん」。
全日本プロレスにてジャイアント馬場専属秘書、株式会社プロレスリング・ノアでは取締役渉外部長、取締役統括本部長、ゼネラルマネージャーを歴任した。
本人の方針は「身の丈に合った事をやらないと、人は付いてこない」。座右の銘は「地道が一番、コツコツやるのが一番」。
息子はDDTプロレスリングの元レフェリー仲田悠翔。

## 経歴
中学2年の時から高校卒業まで、全日本プロレスのリング設営のアルバイトを行う。高校卒業と同時に全日本の子会社であるジャンボ鶴田が社長を務める興行会社に就職。後に全日本プロ・レスリング株式会社へ正式に移籍する。
1980年4月2日の木更津倉形スポーツ会館・百田光雄vs大仁田厚でリングアナデビュー。メインリングアナだった原軍治の後釜をと期待された。この若手時代、仲田に遅れて三沢光晴が新人選手として入団。最初は仲田が三沢を「喋らない奴だな」、また三沢は仲田を「嫌な奴だな」と思い、双方共に余り印象は良くなかったという。だが越中詩郎・冬木弘道・仲田・三沢のグループが「仲良し4人組」として合宿で一緒に飲んだり、みんなで海に遊びに行ったりする仲となって次第に打ち解けていった。
若手時代にファンだった松田聖子のコンサートを見に行った際、スモークやカクテルライト・レーザー光線を使った華やかな演出を見て「これをうちでも出来ないだろうか」と会社に企画書を提出。しかしあっさり却下されている。
長きに渡ってジャイアント馬場の専属秘書を1988年より務め、仲田が秘書に就任した3年後から馬場の私生活での運転手となったレフェリーの和田京平と共に『助さん・格さんコンビ』としても活躍する。病状を公表しておらず、亡くなった時にも全日本の選手・社員には誰一人知らされなかった馬場の死だったが、身内以外では唯一和田と共に馬場の最期を看取った。馬場が余命幾許もないと告知された時には、馬場が読売ジャイアンツでの選手時代に脳腫瘍で医師から「もう助からない」と宣告された際に、馬場の母親が神社でお百度を踏んだ所、馬場は奇跡的に回復して現役復帰を果たすことが出来たという話を思い出し、自身も「馬場さんの身に何とか奇跡が起きてくれ」と念じながら神社でお百度を踏んだという。和田が「龍は馬場さん命の男」と語る通り、大変馬場のことを尊敬していたとされる。引退興行や追悼番組では、号泣しながら「赤コーナー・300パウンド・ジャイアントー馬ー場ー」と馬場への追悼コールを行なった。
前述の通り三沢とは気心の知れた仲であり、全日離脱後は三沢と共に新団体設立に尽力し、2000年のプロレスリング・ノアの旗揚げに参加。会社設立から2007年まで取締役渉外部長・2009年までは取締役統括本部長の役職で、数々の新企画を提案した。また「プロレスラーがプロレスラーでいられなくなった際、ちゃんと食べて行けるように引退後のことを考えておけよ。良いか？」とレスラーに話すのが口癖であった。その一環として秋山準が2005年より会社を立ち上げ、ミネラルウォーター「みんなの潤水」の販売をしている。
週刊プロレス増刊三沢光晴追悼号のインタビューにて、2008年末でリングアナウンサーとしての契約が満了しフロント業務に専念していたことが、仲田の口から語られた。三沢が存命の場合、ほぼ1年かその前後を目処に引退する予定であり、三沢の引退試合のコールをやりたいという仲田本人の希望により、関東での興行に限ってリングアナとしての活動を続けていた。仲田は、三沢の最期の場にいられなかったことを非常に後悔していたという。
三沢の死後、田上明社長体制では相談役となったが2009年暮れに田上の要請でゼネラルマネージャに就任した。その後、暴力団関係者との交際が明らかになったため2012年3月23日、同じく相談役となっていた永源遥と共に一般社員への降格が発表された。
2014年2月15日、心筋梗塞のため死去した。51歳没。ノアの関係者によると、仲田は12日から連絡が取れなくなり家族が捜索願を出していたが、15日に愛知県内の高速道路サービスエリア内駐車場の車中で死亡しているのが発見されたという。

## 渉外部長として
2005年11月「今、元WWEの選手達が新日本プロレスに上がってますけど、ファンの方が望むなら、現役のWWE選手がノアに上がれるように働きかけてみます」と表明。全日本時代からジョニー・エース（当時WWE役員）とは旧知の間柄ではあったものの、2008年に森嶋猛と潮崎豪がWWEのダーク・マッチに参戦した。
「若手選手育成を目的としたノア別ブランドでの定期開催」を構想し、2006年3月21日「プロレスリング・セム）」として実現させた。他に「ジュニア選手限定の大会」「日本人のみで回るツアー（シリーズ）」「アメリカに現地法人を置くなどの本格的な海外進出」といった企画もあったが、当時のノアのフロント体制では実現しなかった。
第二回ディファカップの話をZERO1-MAXから持ちかけられた際「全面協力しますよ」と日本テレビに話を持って行き、共催という形になったほか、2006年2月に行われた健介officeの自主興行で小橋建太の出場を打診された際にも協力している。全日本の木原文人リングアナ（仲田の元後輩）が体調不良で前日、急遽出られないと決まった際には北斗晶から前日の夜に代役を打診され、快くリングアナを務めている。その他、王道プロレスを看板に掲げていたキングスロードがその看板との狭間で窮地に追い込まれていた際には、協力を約束したという。同団体の興行には三沢他4選手を派遣した。
ZERO1-MAXを運営するファースト・オン・ステージ社長の中村祥之も「僕は龍さんの外部の弟子」と発言していた。中村は何かイベントを開催する際にはまず仲田へ話を持って行き、相談することが多かった。ゼロワンにノアと絶縁関係にある大森隆男が所属していた時期も、会社同士としては友好関係は続いていた。このことがグローバル・レスリング連盟発足への足掛かりとなったが、その後同連盟は機能しておらず、ZERO1-MAXとも表立った交流は見られていない。

## 関連書籍
- 仲田龍、本多誠『NOAHを創った男 三沢光晴の参謀』ベースボール・マガジン社、2007年。ISBN 458310040X。